# Elezioni regionali in Liguria del 2020
Le elezioni regionali italiane del 2020 in Liguria si sono tenute il 20 e 21 settembre per eleggere il Consiglio regionale e il Presidente della giunta regionale, contestualmente al voto per il referendum costituzionale. Le elezioni si sarebbero dovute tenere nella primavera del 2020, ma sono state rinviate a causa della pandemia di COVID-19 in Italia.
Le elezioni hanno visto la rielezione del presidente in carica Giovanni Toti, sostenuto da una coalizione di centro-destra, con il 56,13% dei voti. La lista più votata è stata Cambiamo con Toti Presidente della coalizioni di centro-destra, con il 22,61%, mentre il Partito Democratico ha ottenuto il 19,89%.

## Legge elettorale

### Circoscrizioni elettorali

Mappa delle circoscrizioni elettorali al momento delle elezioni

| Circoscrizione        | Seggi assegnati |
| --------------------- | --------------- |
| Genova                | 14              |
| Imperia               | 4               |
| La Spezia             | 6               |
| Savona                | 5               |
| Canididati presidente | 2               |
| Liguria               | 31              |

## Candidati alla presidenza
I candidati alla presidenza, con le rispettive liste a sostegno - così come depositate in Corte d'Appello alla scadenza di legge delle ore 12 del 22 agosto -  sono (in ordine alfabetico):
- Riccardo Benetti, animalista, sostenuto per la lista Movimento Politico a tutela di animali ed ambiente[3]
- Carlo Carpi, imprenditore, sostenuto dalla civica Lista Carlo Carpi (con il sostegno del Partito Radicale);[4]
- Marika Cassimatis, ex M5S, sostenuta dalla lista Base Costituzionale;[5]
- Giacomo Chiappori, ex sindaco di Diano Marina per la Lega, sostenuto dalla lista Grande Liguria;[6]
- Aristide Massardo, ex preside della facoltà di Ingegneria dell'Università di Genova, sostenuto dalla lista Massardo Presidente (comprendente Italia Viva, Partito Socialista Italiano, +Europa e Partito Valore Umano);[7]
- Gaetano Russo, sostenuto da Il Popolo della Famiglia e Democrazia Cristiana (lista comune);[8]
- Alice Salvatore, ex M5S, sostenuta dalla lista Il Buonsenso;[9]
- Ferruccio Sansa, giornalista del Fatto Quotidiano e figlio dell'ex sindaco di Genova Adriano Sansa, sostenuto da Movimento 5 Stelle, Partito Democratico - Articolo Uno (lista comune), Europa Verde - Democrazia Solidale - Centro Democratico (lista comune), Linea Condivisa (che comprende Sinistra Italiana, Possibile ed èViva) e dalla civica Lista Ferruccio Sansa Presidente e appoggiato esternamente da Rifondazione Comunista;[10]
- Giovanni Toti, presidente uscente, sostenuto da Lega, Forza Italia, Fratelli d'Italia, Unione di Centro, Nuovo PSI e Cambiamo!;[11]
- Davide Visigalli, sostenuto da Riconquistare l'Italia, che si presenta solo nei collegi di Genova e La Spezia.[12]

## Sondaggi

### Candidati presidente
Exit poll
| Data                         | Istituto                | Committente                | Campione                | Toti  | Sansa | Sansa | Massardo | Altri | Distacco |
| Data                         | Istituto                | Committente                | Campione                | CDX   | CSX   | M5S   | CX       | Altri | Distacco |
| ---------------------------- | ----------------------- | -------------------------- | ----------------------- | ----- | ----- | ----- | -------- | ----- | -------- |
| 20-21 settembre 2020         | Consorzio Opinio        | Rai                        | –                       | 51–55 | 38–42 | 38–42 | 2–6      | 3     | 17–9     |
| 28 agosto – 1 settembre 2020 | Ipsos                   | Corriere della Sera        | 750                     | 57.4  | 34.8  | 34.8  | 2.5      | 5.3   | 22.6     |
| 24 agosto – 2 settembre 2020 | Noto                    | Quotidiano Nazionale       | N.D.                    | 54–58 | 37–41 | 37–41 | N.D.     | 3–7   | 13–21    |
| 24–25 Aug 2020               | Winpoll-CISE            | Il Sole 24 Ore             | 1,000                   | 60.1  | 34.4  | 34.4  | 4.3      | 1.2   | 25.7     |
| 24 agosto 2020               | Tecnè                   | Quarta Repubblica (Rete 4) | 2,000                   | 53–57 | 36–40 | 36–40 | 3–5      | 3–5   | 13–21    |
| 3–6 agosto 2020              | SWG                     | Cambiamo!                  | 1,000                   | 52.0  | 41.0  | 41.0  | 4.5      | 2.0   | 11.0     |
| 26 maggio 2019               | Elezioni regionali 2015 | Elezioni regionali 2015    | Elezioni regionali 2015 | 34,45 | 27,85 | 24,85 | –        | 12,85 | 6,6      |

## Affluenza
L'affluenza definitiva si è attestata al 53,42% degli elettori. Questo significa che hanno votato 716.211 persone su 1.340.604 aventi diritto. 
| Provincia | Affluenza |
| Liguria   | 53,42%    |
| --------- | --------- |
| Genova    | 53,48%    |
| La Spezia | 54,16%    |
| Savona    | 55,10%    |
| Imperia   | 50,20%    |

## Risultati
|                                                                 | Giovanni Toti ✔️ Presidente                                     | 383 053                                                         | 56,13 | Cambiamo con Toti Presidente                          | 141 629 | 22,61 | 8  |  |  |
| Lega per Salvini Premier                                        | Giovanni Toti ✔️ Presidente                                     | 383 053                                                         | 56,13 | 107 340                                               | 17,14   | 6     |    |  |  |
| Fratelli d'Italia                                               | Giovanni Toti ✔️ Presidente                                     | 383 053                                                         | 56,13 | 68 088                                                | 10,87   | 3     |    |  |  |
| Forza Italia - Liguria Popolare                                 | Giovanni Toti ✔️ Presidente                                     | 383 053                                                         | 56,13 | 33 006                                                | 5,27    | 1     |    |  |  |
| Unione di Centro                                                | Giovanni Toti ✔️ Presidente                                     | 383 053                                                         | 56,13 | 4 074                                                 | 0,65    | –     |    |  |  |
| Seggio del presidente                                           | Seggio del presidente                                           | Seggio del presidente                                           | 56,13 | 1                                                     |         |       |    |  |  |
| Totale liste                                                    | Giovanni Toti ✔️ Presidente                                     | 383 053                                                         | 56,13 | 354 137                                               | 56,53   | 19    |    |  |  |
|                                                                 | Ferruccio Sansa                                                 | 265 506                                                         | 38,90 | Sansa Presidente - Partito Democratico - Articolo Uno | 124 586 | 19,89 | 6  |  |  |
| Movimento 5 Stelle                                              | Ferruccio Sansa                                                 | 265 506                                                         | 38,90 | 48 722                                                | 7,78    | 2     |    |  |  |
| Lista Ferruccio Sansa Presidente                                | Ferruccio Sansa                                                 | 265 506                                                         | 38,90 | 44 700                                                | 7,14    | 2     |    |  |  |
| Linea Condivisa- Sinistra per Sansa                             | Ferruccio Sansa                                                 | 265 506                                                         | 38,90 | 15 451                                                | 2,47    | 1     |    |  |  |
| Europa Verde - DemoS - Centro Democratico                       | Ferruccio Sansa                                                 | 265 506                                                         | 38,90 | 9 193                                                 | 1,47    | –     |    |  |  |
| Seggio assegnato al candidato presidente classificatosi secondo | Seggio assegnato al candidato presidente classificatosi secondo | Seggio assegnato al candidato presidente classificatosi secondo | 38,90 | 1                                                     |         |       |    |  |  |
| Totale liste                                                    | Ferruccio Sansa                                                 | 265 506                                                         | 38,90 | 242 652                                               | 38,74   | 12    |    |  |  |
|                                                                 | Aristide Massardo                                               | 16 546                                                          | 2,42  | Massardo Presidente - PSI - +Eu - Italia Viva         | 15 083  | 2,41  | –  |  |  |
|                                                                 | Alice Salvatore                                                 | 6 088                                                           | 0,89  | Il Buonsenso                                          | 5 317   | 0,85  | –  |  |  |
|                                                                 | Giacomo Chiappori                                               | 3 569                                                           | 0,52  | Grande Liguria - Chiappori Presidente                 | 3 061   | 0,49  | –  |  |  |
|                                                                 | Riccardo Benetti                                                | 3 165                                                           | 0,46  | Ora Rispetto per Tutti gli Animali                    | 2 665   | 0,43  | –  |  |  |
|                                                                 | Gaetano Russo                                                   | 1 614                                                           | 0,24  | Il Popolo della Famiglia                              | 1 361   | 0,22  | –  |  |  |
|                                                                 | Marika Cassimatis                                               | 1 244                                                           | 0,18  | Base Costituzionale - Marika Cassimatis               | 884     | 0,14  | –  |  |  |
|                                                                 | Davide Visigalli                                                | 1 129                                                           | 0,17  | Riconquistare l'Italia                                | 904     | 0,14  | –  |  |  |
|                                                                 | Carlo Carpi                                                     | 576                                                             | 0,08  | Lista Carlo Carpi - GRAF                              | 361     | 0,06  | –  |  |  |
| Totale                                                          | Totale                                                          | 682 490                                                         | 100   |                                                       | 626 425 | 100   | 31 |  |  |
|                                                                 |                                                                 |                                                                 |       |                                                       |         |       |    |  |  |
| Schede bianche                                                  | Schede bianche                                                  | 14 476                                                          | 2,02  |                                                       |         |       |    |  |  |
| Schede nulle                                                    | Schede nulle                                                    | 19 189                                                          | 2,68  |                                                       |         |       |    |  |  |
| Votanti                                                         | Votanti                                                         | 716 211                                                         | 53,42 |                                                       |         |       |    |  |  |
| Elettori                                                        | Elettori                                                        | 1 340 604                                                       |       |                                                       |         |       |    |  |  |

1. ↑  Rispetto alla somma dei voti delle coalizioni del Centro-sinistra (Paita) e del Movimento 5 Stelle (Salvatore)
2. ↑  Rispetto alla somma dei seggi delle coalizioni del Centro-sinistra (Paita) e del Movimento 5 Stelle (Salvatore)
3. ↑  Include candidati di Polis e Nuovo PSI
4. ↑  Include candidati di Possibile e Sinistra Italiana
5. ↑  Include candidati di Partito Valore Umano

## Consiglieri eletti
| Collegio  | Lista                                                 | Eletto              |
| --------- | ----------------------------------------------------- | ------------------- |
| Liguria   | Presidente eletto                                     | Giovanni Toti       |
| Liguria   | Secondo classificato                                  | Ferruccio Sansa     |
| Genova    | Cambiamo con Toti Presidente                          | Stefano Anzalone    |
| Genova    | Cambiamo con Toti Presidente                          | Ilaria Cavo         |
| Genova    | Cambiamo con Toti Presidente                          | Domenico Cianci     |
| Genova    | Cambiamo con Toti Presidente                          | Laura Lauro         |
| Genova    | Sansa Presidente - Partito Democratico - Articolo Uno | Luca Garibaldi      |
| Genova    | Sansa Presidente - Partito Democratico - Articolo Uno | Pippo Rossetti      |
| Genova    | Sansa Presidente - Partito Democratico - Articolo Uno | Armando Sanna       |
| Genova    | Lega Salvini Liguria                                  | Sandro Garibaldi    |
| Genova    | Lega Salvini Liguria                                  | Alessio Piana       |
| Genova    | Fratelli d'Italia                                     | Stefano Balleari    |
| Genova    | Movimento 5 Stelle                                    | Fabio Tosi          |
| Genova    | Lista Ferruccio Sansa Presidente                      | Selena Candia       |
| Genova    | Forza Italia                                          | Claudio Muzio       |
| Genova    | Linea Condivisa - Sinistra per Sansa                  | Giovanni Pastorino  |
| La Spezia | Cambiamo con Toti Presidente                          | Giacomo Giampedrone |
| La Spezia | Sansa Presidente - Partito Democratico - Articolo Uno | Davide Natale       |
| La Spezia | Lega Salvini Liguria                                  | Gianmarco Medusei   |
| La Spezia | Fratelli d'Italia                                     | Sauro Manucci       |
| La Spezia | Movimento 5 Stelle                                    | Paolo Ugolini       |
| La Spezia | Lista Ferruccio Sansa Presidente                      | Roberto Centi       |
| Savona    | Cambiamo con Toti Presidente                          | Alessandro Bozzano  |
| Savona    | Cambiamo con Toti Presidente                          | Angelo Vaccarezza   |
| Savona    | Sansa Presidente - Partito Democratico - Articolo Uno | Roberto Arbosello   |
| Savona    | Lega Salvini Liguria                                  | Brunello Brunetto   |
| Savona    | Lega Salvini Liguria                                  | Stefano Mai         |
| Imperia   | Cambiamo con Toti Presidente                          | Marco Scajola       |
| Imperia   | Sansa Presidente - Partito Democratico - Articolo Uno | Enrico Ioculano     |
| Imperia   | Lega Salvini Liguria                                  | Alessandro Piana    |
| Imperia   | Fratelli d'Italia                                     | Gianni Berrino      |

## Conseguenze

### Mozione di sfiducia nel 2024
Il 4 giugno 2024, una mozione di sfiducia al Presidente della Giunta Giovanni Toti presentata dalle opposizioni in Consiglio Regionale è stata respinta con 18 voti contrari, 11 a favore, e 2 assenti.
| Voto                  | Voto                                                                                           | 4 giugno 2024 |
| --------------------- | ---------------------------------------------------------------------------------------------- | ------------- |
| Maggioranza richiesta | Maggioranza richiesta                                                                          | 16 su 31      |
|                       | Sì - PD (5) - Lista Sansa (3) - M5S (2) - Linea Condivisa (1)                                  | 11 / 31       |
|                       | No - C! (6) - Lega (5) - FdI (2) - FI (2) - Gruppo Misto - Progresso Ligure (1) - Liberale (1) | 18 / 31       |
|                       | Assenti - C! (1) - Gruppo Misto (Azione) (1)                                                   | 2 / 31        |
| Fonte                 |                                                                                                |               |